# Area metropolitana di Des Moines
L'area metropolitana di Des Moines, ufficialmente nota come area statistica metropolitana (MSA) di Des Moines-West Des Moines, è formata da cinque contee nell'Iowa centrale, Stati Uniti: Polk, Dallas, Warren, Madison e Guthrie. La popolazione censita nel 2010 di queste contee era di 569.633 abitanti, e la popolazione stimata nel 2014 era di 611.549 abitanti.
Altre tre contee, Boone, Jasper e Story, fanno parte dell'area statistica combinata (CSA) di Des Moines-Ames-West Des Moines. L'area comprende la separata area metropolitana di Ames (contea di Story) e le separate aree micropolitane di Boone (contea di Boone) e Newton (contea di Jasper). La popolazione totale della CSA era di 722.323 abitanti al censimento del 2010 e di 742.936 abitanti sulla base delle stime del 2012.

## Geografia
Il punto geografico più basso dell'area metropolitana è il fiume Des Moines, dove passa l'angolo nord-est della contea di Warren e l'angolo sud-est della contea di Polk.

## Definizioni storiche
La contea di Polk era originariamente l'unica contea dell'area metropolitana di Des Moines quando lo United States Bureau of the Budget (oggi noto come United States Office of Management and Budget) iniziò a definire le aree metropolitane nel 1950. La contea di Warren fu aggiunta nel 1973 e la contea di Dallas fu aggiunta nel 1983. Le contee di Guthrie e Madison furono aggiunte nel 2003 dopo che le aree metropolitane furono ridefinite. Nel 2005 l'area è stata rinominata "area statistica metropolitana di Des Moines-West Des Moines" dopo che un censimento speciale ha mostrato che West Des Moines aveva superato la soglia dei 50.000 abitanti.

## Comunità

### Località con oltre 200.000 abitanti
- Des Moines (città principale)

### Località tra i 50.000 e 100.000 abitanti
- West Des Moines
- Ankeny

### Località tra i 10.000 e 50.000 abitanti
- Altoona
- Clive
- Grimes
- Indianola
- Johnston
- Norwalk
- Urbandale
- Waukee

### Località tra i 1.000 e 10.000 abitanti
- Adel
- Bondurant
- Carlisle
- Coon Rapids (parziale)
- Dallas Center
- De Soto
- Earlham
- Granger
- Guthrie Center
- Mitchellville (parziale)
- Panora
- Perry
- Pleasant Hill
- Polk City
- Saylorville (census-designated place)
- Stuart (parziale)
- Van Meter
- Windsor Heights
- Winterset
- Woodward

### Località con meno di 1.000 abitanti
- Ackworth
- Adair (parziale)
- Alleman
- Bagley
- Bayard
- Bevington
- Bouton
- Casey (parziale)
- Cumming
- Dawson
- Dexter
- East Peru
- Elkhart
- Hartford
- Jamaica
- Lacona
- Linden
- Macksburg
- Martensdale
- Menlo
- Milo
- Minburn
- New Virginia
- Patterson
- Redfield
- Runnells
- Sandyville
- Sheldahl (parziale)
- Spring Hill
- St. Charles
- St. Marys
- Truro
- Union
- Yale

### Località non incorporate
- Berwick
- Booneville